# Campionati del mondo di ciclismo su pista 2023 - Corsa a punti femminile
La corsa a punti femminile ai campionati del mondo di ciclismo su pista si è svolta l'8 agosto 2023, su un percorso di 100 giri per un totale di 25 km con sprint intermedi ogni 10 giri, di cui l'ultimo con punti doppi. La vittoria andò alla belga Lotte Kopecky, che concluse il percorso con il tempo di 30'37" alla media di 48,993 km/h.
Partenza con 22 cicliste, delle quali 21 completarono la gara.

## Podio
| Pos.    | Atleta         | Nazionalità |
| ------- | -------------- | ----------- |
| Oro     | Lotte Kopecky  | Belgio      |
| Argento | Georgia Baker  | Australia   |
| Bronzo  | Tsuyaka Uchino | Giappone    |

## Risultati
| Posizione | Atleta               | Nazione       | Punti giri | Punti sprint | Totale |
| --------- | -------------------- | ------------- | ---------- | ------------ | ------ |
| 1         | Lotte Kopecky        | Belgio        | 20         | 19           | 39     |
| 2         | Georgia Baker        | Australia     | 20         | 11           | 31     |
| 3         | Tsuyaka Uchino       | Giappone      | 0          | 14           | 14     |
| 4         | Lily Williams        | Stati Uniti   | 0          | 9            | 9      |
| 5         | Neah Evans           | Gran Bretagna | 0          | 9            | 9      |
| 6         | Marit Raaijmakers    | Paesi Bassi   | 0          | 8            | 8      |
| 7         | Silvia Zanardi       | Italia        | 0          | 8            | 8      |
| 8         | Daniela Campos       | Portogallo    | 0          | 5            | 5      |
| 9         | Lea Lin Teutenberg   | Germania      | 0          | 4            | 4      |
| 10        | Jarmila Machačová    | Rep. Ceca     | 0          | 3            | 3      |
| 11        | Michaela Drummond    | Nuova Zelanda | 0          | 3            | 3      |
| 12        | Ariane Bonhomme      | Canada        | 0          | 3            | 3      |
| 13        | Liu Jiali            | Cina          | 0          | 2            | 2      |
| 14        | Nafosat Kozieva      | Uzbekistan    | 0          | 1            | 1      |
| 15        | Karolina Karasiewicz | Polonia       | 0          | 0            | 0      |
| 16        | Yareli Acevedo       | Rep. Ceca     | -20        | 16           | -4     |
| 17        | Marie Le Net         | Francia       | -20        | 6            | -14    |
| 18        | Ziortza Isasi        | Spagna        | -20        | 1            | -19    |
| 19        | Verena Eberhardt     | Austria       | -20        | 0            | -20    |
| 20        | Michelle Andres      | Svizzera      | -20        | 0            | -20    |
| 21        | Leung Bo Yee         | Hong Kong     | 0          | -40          | -40    |
| –         | Fanny Cauchois       | Laos          | DNF        | DNF          | DNF    |